# Ah ! vous dirai-je, maman

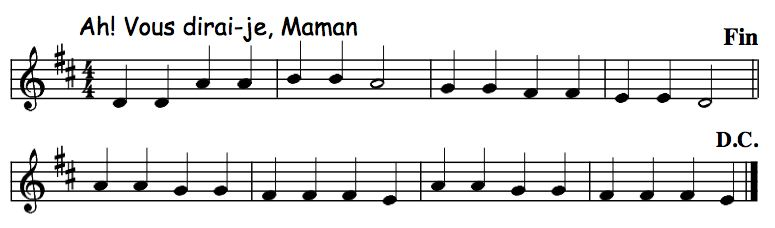
Melodie von Ah ! vous dirai-je, maman

Ah ! vous dirai-je, Maman (Ach! Soll ich Ihnen sagen, Mama) ist ein französisches Volkslied. Im deutschsprachigen Raum ist vor allem die Melodie bekannt durch das Weihnachtslied Morgen kommt der Weihnachtsmann und Wolfgang Amadeus Mozarts Klavierwerk Zwölf Variationen in C-Dur über das Lied „Ah, vous dirai-je, Maman“.

## Geschichte
Die Melodie soll um 1740 entstanden sein, was jedoch nicht belegt ist. Gelegentlich wird die Komposition Nicolas Dezède (um 1745–1792) zugeschrieben, wofür es aber keinen Beleg gibt und was angesichts der Lebensdaten Dezèdes zweifelhaft erscheint. Nicht ausgeschlossen erscheint eine Verwechslung, da Mozart auch Klaviervariationen KV 264 über ein Werk von Dezède schrieb, die im Köchelverzeichnis den Variationen über Ah ! vous dirai-je, maman KV 265 unmittelbar vorangehen.
Gedruckt erschien die Melodie erstmals 1761 ohne Worte. Unterlegt mit Text erschien das Lied erstmals um 1765 unter dem Titel Le Faux Pas in einem als Recueil de Chanson bezeichneten Manuskript. Gedruckt wurde es mit Text erstmals unter dem Titel La Confidence naïve in M. D. L.** (= Charles de Lusse): Recueil de Romances Band 2, Brüssel 1774. Ein weiterer Druck erfolgte unter dem Titel Les Amours de Silvandre um 1780 in Paris.
Die leicht zu singende Melodie wurde schon bald auch auf Kinderreime übertragen. Die französischen Reime parodierten dabei den Originaltext. Auch in anderen Sprachen wurden der Melodie neue Texte unterlegt. Als Alphabet-Lied mit dem Liedtext „A B C D E F G“ erschien es erstmals 1824 in Musikalischer Haus-Freund, veröffentlicht von B. Schott’s Söhne in Mainz. Mit dem 1744 entstandenen Text von Bah, Bah, a Black Sheep wurde es erstmals in A. H. Rosewig: Illustraded National Nursery Songs and Games, Philadelphia 1879 veröffentlicht, und mit dem 1806 erstmals veröffentlichten Text von Twinkle, Twinkle, Little Star in The Singing Master, vol. III, First-Class Tune Book, 2nd edition, London 1838.

## Melodie
Die Melodie steht im Viervierteltakt. Sie hat die Form a – b – a eines dreiteiligen Liedes, wobei alle drei Teile aus vier Takten bestehen. Der Melodieverlauf ist einfach: Bis auf wenige Sprünge wiederholt sich regelmäßig die Intervallfolge Prim – Sekund. Auch der Rhythmus ist einfach: Bis auf zwei halbe Noten am Ende der beiden zweitaktigen Phrasen des Teils a kommen nur Viertelnoten vor.
Der Tonumfang beträgt insgesamt eine Sext. Nach einem Quintsprung vom Grundton aus bleibt die Melodie in der ersten Hälfte des Teils a in einer hohen Lage, um in der zweiten Hälfte stufenweise wieder zum Grundton zurückzukehren. Im Mittelteil b wiederholt sich zweimal dasselbe zweitaktige Motiv mit einem stufenweisen Absinken von Tonstufe V auf Tonstufe II.

## Text

### Original

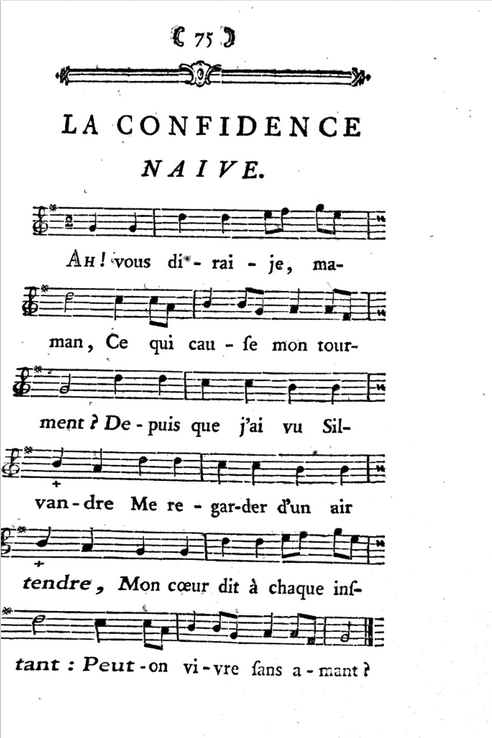
Erstveröffentlichung in Recueil de Romances, 1774

Der ursprüngliche Text mit dem Titel La Confidence naïve (das naive Vertrauen) ist ein Liebesgedicht im Stil der Schäferdichtung, in dem ein Hirtenmädchen ihrer Mutter von ihrer Begegnung mit ihrem Geliebten erzählt.
Originaltext

Ah ! Vous dirai-je maman

Ce qui cause mon tourment ?

Depuis que j’ai vu Silvandre,

Me regarder d’un air tendre ;

Mon cœur dit à chaque instant :

« Peut-on vivre sans amant ? »

L’autre jour, dans un bosquet,

De fleurs il fit un bouquet ;

Il en para ma houlette

Me disant : « Belle brunette,

Flore est moins belle que toi ;

L’amour moins tendre que moi.

Étant faite pour charmer,

Il faut plaire, il faut aimer ;

C’est au printemps de son âge,

Qu’il est dit que l’on s’engage.

Si vous tardez plus longtemps,

On regrette ces moments. »

Je rougis et par malheur

Un soupir trahit mon cœur.

Le cruel avec adresse,

Profita de ma faiblesse :

Hélas, Maman ! Un faux pas

Me fit tomber dans ses bras.

Je n’avais pour tout soutien

Que ma houlette et mon chien.

L’amour, voulant ma défaite,

Écarta chien et houlette ;

Ah ! Qu’on goûte de douceur,

Quand l’amour prend soin d’un cœur !
Übersetzung

Ach! Soll ich Ihnen sagen, Mama,

was meine Qual verursacht?

Seit ich sah, wie Silvander

mich mit zärtlichem Blick betrachtete,

sagt mein Herz jeden Augenblick:

„Kann man leben ohne Liebenden?“

Anderntags, in einem Wäldchen,

pflückte er einen Blumenstrauß;

schmückte damit meinen Stab

und sagte zu mir: „Schöne Brünette,

Flora ist weniger schön als du,

die Liebe weniger zärtlich als ich.

Da Sie zum Bezaubern gemacht sind,

müssen Sie gefallen, müssen Sie lieben.

Im Frühling seines Alters,

sagt man, muss man sich binden.

Wenn Sie länger warten,

werden Sie diesen Momenten nachtrauern.“

Ich wurde rot, und leider

verriet ein Seufzer mein Herz.

Der Grausame nutzte mit Geschick

meine Schwäche aus:

Ach, Mama! Ein falscher Schritt

ließ mich in seine Arme fallen.

Ich hatte keine andere Hilfe

als meinen Stab und meinen Hund.

Die Liebe wollte meine Niederlage

und hielt beiseite Hund und Stab.

Ach! welche Süße spürt man,

wenn die Liebe das Herz umfängt.
Als Männername kommt statt Silvandre auch Clitandre oder Lysandre vor. Einige veröffentlichte Versionen haben auch nur vier Strophen und enthalten nicht die mittlere Strophe.

### Kinderlied

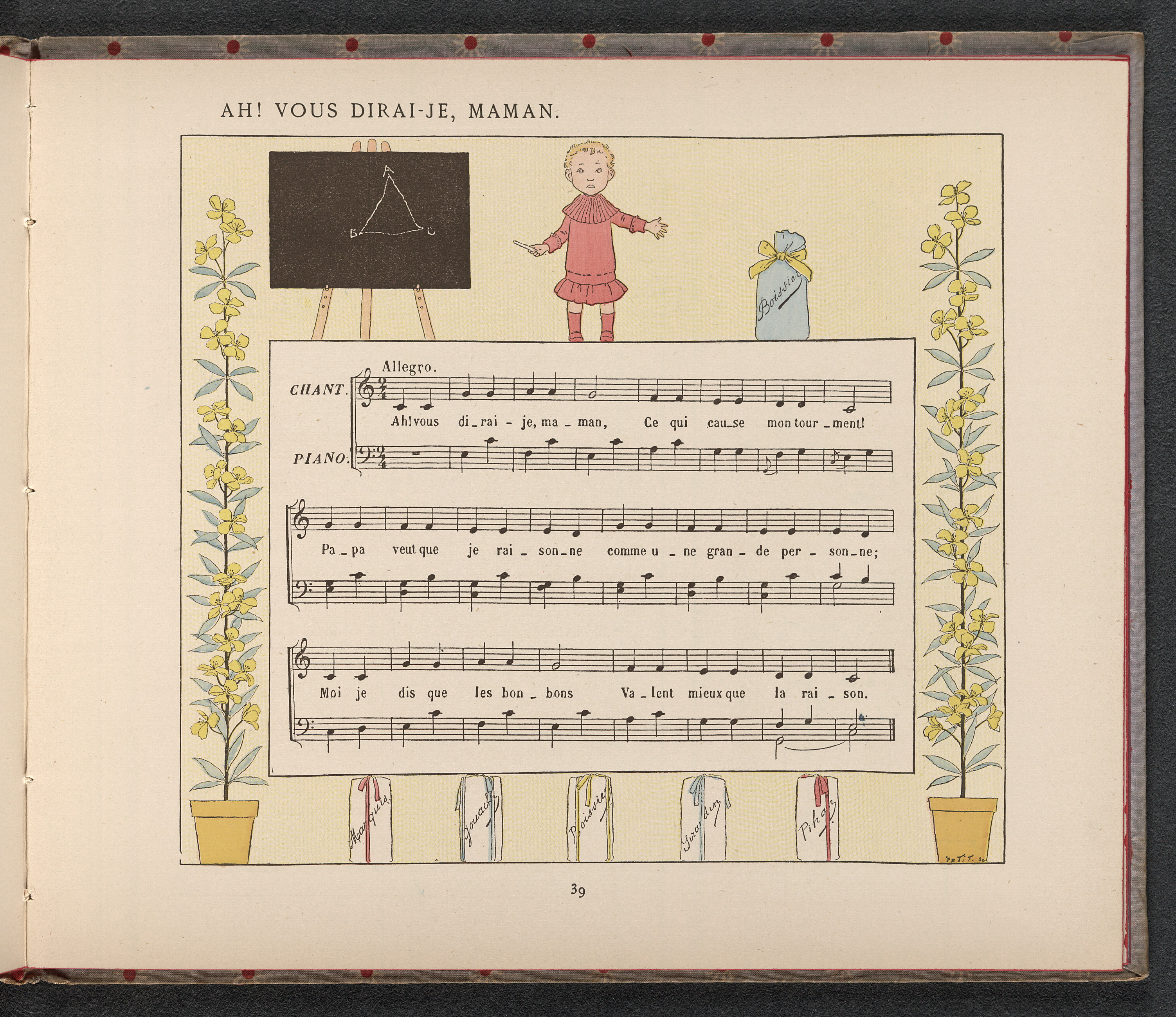
Ah ! vous dirai-je, maman in dem französischen Kinderbuch Vieilles Chansons pour les Petits Enfants

Die Kinderreime auf die Melodie sind Parodien auf La Confidence naïve. Sie greifen die beiden ersten Zeilen des Liebesgedichts auf und führen sie dann mit den „Qualen“ fort, mit denen Kinder zu tun haben. Dabei sind mehrere Varianten bekannt, von denen einige hier wiedergegeben werden:
Originaltexte

Ah ! Vous dirai-je maman

Ce qui cause mon tourment ?

Papa veut que je raisonne

Comme une grande personne.

Moi je dis que les bonbons

Valent mieux que la raison.

Ah ! Vous dirai-je maman

Ce qui cause mon tourment ?

Papa veut que je demande

De la soupe et de la viande.

Moi, je dis que les bonbons

Valent mieux que les mignons.

Ah ! Vous dirai-je maman

Ce qui cause mon tourment ?

Papa veut que je retienne

des verbes la longue antienne.

Moi, je dis que les bonbons

Valent mieux que les leçons.
Sinngemäße Übersetzungen

Ach! Soll ich dir sagen, Mama,

was meine Qual verursacht?

Papa will, dass ich so denke

wie eine erwachsene Person.

Ich sag’, dass die Süßigkeiten

besser sind als die Vernunft.

Ach! Soll ich dir sagen, Mama,

was meine Qual verursacht?

Papa will, dass ich verlange

nach Suppe und Fleisch.

Ich sag’, dass die Süßigkeiten

besser sind als die Filets.

Ach! Soll ich dir sagen, Mama,

was meine Qual verursacht?

Papa will, dass ich mir merke

die lange Leier der Verben.

Ich sag’, dass die Süßigkeiten

besser sind als die Lektionen.
Einige Versionen haben anstelle von „les bonbons“ auch „les chansons“ (die Lieder).

## Weiterverwendung der Melodie

### Klassische Musik

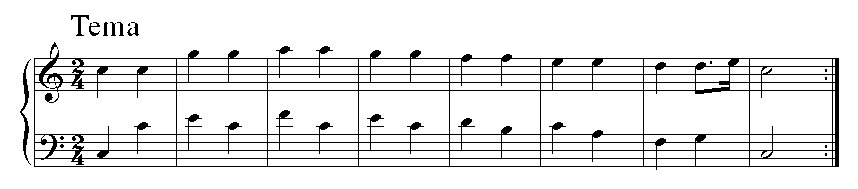
Anfang des Themas bei Mozart

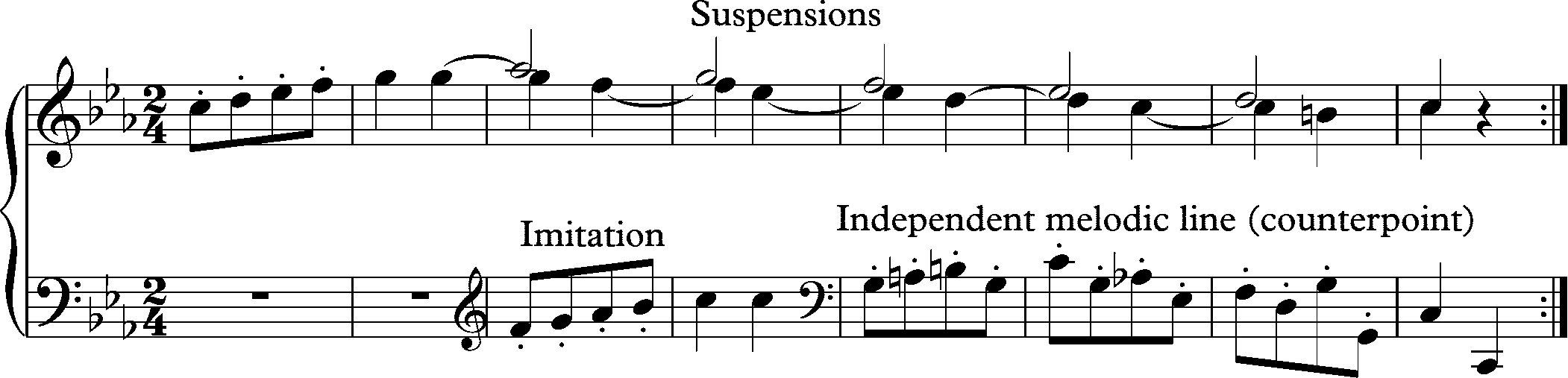
Mozarts Variation Nr. 8

Mehrere Komponisten klassischer Musik haben die Melodie in ihren Werken verarbeitet, unter anderen:
- Wolfgang Amadeus Mozart: Zwölf Variationen in C-Dur über das Lied „Ah, vous dirai-je, Maman“ (KV 265 / 300e) (1781 oder 1782)
- Johann Christoph Friedrich Bach: Allegretto mit 18 Variationen in G-Dur über „Ah vous dirai-je maman“ (Wf XII: 2) (BR A 45) (um 1785)
- Theodor von Schacht (1748–1823): Klarinettenkonzert in B-Bur, dritter Satz (Allegretto con variazioni)
- Jean-Baptiste Cardon (1760–1803): Variationen für Harfe über „Ah! vous dirai-je, maman“ (pub. 1811)
- Christian Heinrich Rinck (1770–1846): Variationen und Finale für Orgel über „Ah! vous dirai-je, maman“ (pub. 1828)
- Franz Liszt: Klavierstück Ah ! vous dirai-je, maman (1833)
- Adolphe Adam, Oper Le Toréador ou l’Accord parfait, Akt 1, Nr. 5 (1849)
- Adolphe Blanc: Ah ! vous dirai-je, maman, Air varié à six mains (1877)
- Ernst von Dohnányi: Variationen über ein Kinderlied C-Dur op. 25 für Klavier und Orchester (1914)
- Erwin Schulhoff: Zehn Variationen über „Ah vous dirais-je, Maman“ und Fuge op. 16 (WV 34, 1914)
- Harl McDonald, Children’s Symphony, zweites Thema des ersten Satzes (1948)
- Xavier Montsalvatge Sonatina für Yvette für Klavier (1962): 3. Satz: Allegretto
- Jerry Goldsmith, I.Q. (1994)[11]

In anderen Werken wird die Melodie nur kurz zitiert, beispielsweise in:
- Camille Saint-Saëns: Karneval der Tiere in Satz 12 „Fossiles“ (1886)

Dass auch das Thema des zweiten Satzes von Joseph Haydns Sinfonie Nr. 94 G-Dur („mit dem Paukenschlag“) von 1791 Ähnlichkeiten mit der Liedmelodie aufweise, wird zwar gelegentlich behauptet, ein beabsichtigtes Zitat ist aber eher unwahrscheinlich.

### Lieder

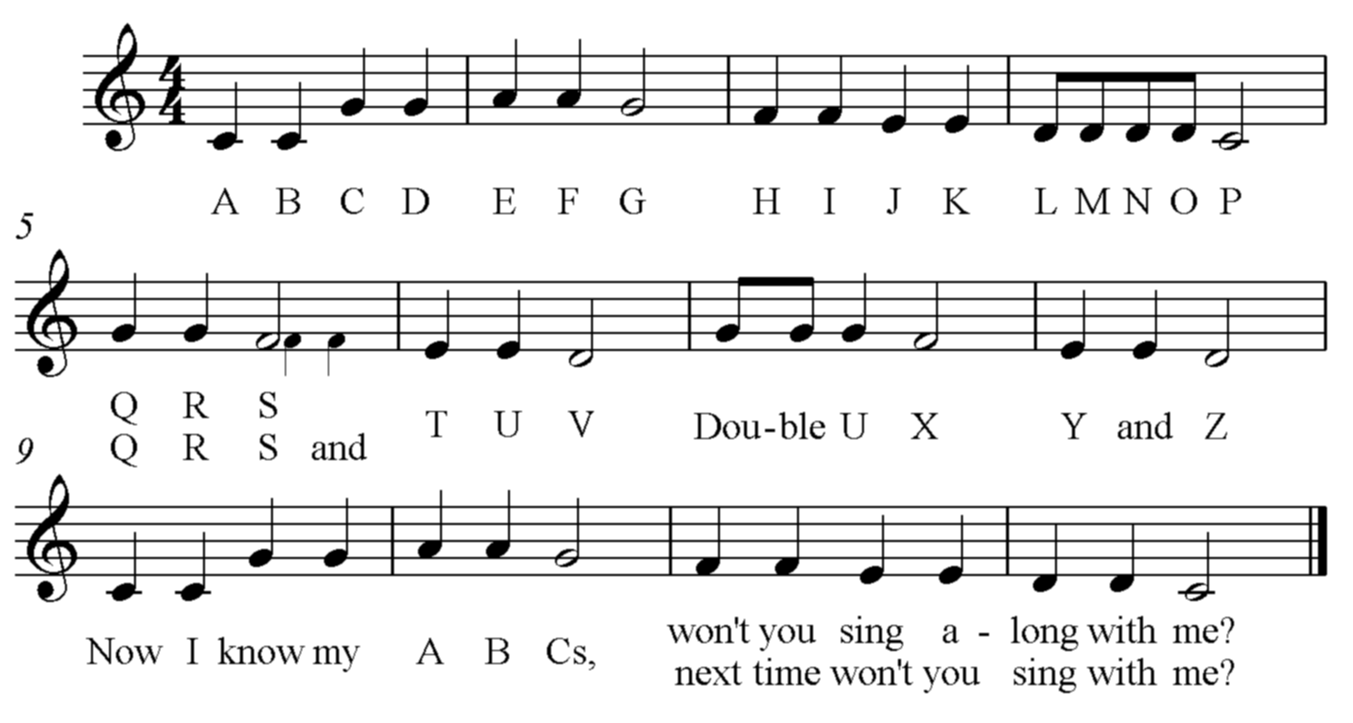
Alphabet-Lied auf Englisch

Weltweit wird die Melodie für viele Lieder verwendet, weil sie so einfach zu singen ist, vor allem für Kinderlieder. In mehreren Sprachen verbreitet ist das Alphabet-Lied, bei dem auf die einzelnen Noten die Buchstaben des Alphabets gesungen werden.
Im deutschen Sprachraum wird die Melodie für das Weihnachtslied Morgen kommt der Weihnachtsmann und das Kinderlied Morgen woll’n wir Hafer mäh’n verwendet. Auch das besonders unter Deutschamerikanern in mehreren Melodievarianten verbreitete Spiellied Ist das nicht ein Schnitzelbank? wird unter anderem auf diese Melodie gesungen.  Die Melodie des Lieds Alle Vögel sind schon da wurde auch davon beeinflusst.
Zu den Versionen in anderen Sprachen zählen:
- englisch Baa, Baa, Blacksheep (Mäh, mäh, schwarzes Schaf) und Twinkle, Twinkle, Little Star (Funkle, Funkle, kleiner Stern),
- französisch Quand trois poules vont au champ (Geh’n drei Hühner auf das Feld),
- niederländisch Altijd is Kortjakje ziek (Immer ist Kortjakje krank),
- spanisch Campanita del lugar (Glöcklein des Ortes),
- griechisch Φεγγαράκι μου λαμπρό (Mein Mond scheint),
- türkisch Daha dün annemizin (Gestern, als wir unsere Mutter),
- ungarisch Hull a pelyhes fehér hó (Der flauschige weiße Schnee fällt),
- vietnamesisch Cùng quây quần (Lass uns zusammenkommen).